# Казаваторе
Казаваторе (итал. Casavatore) — город в Италии, располагается в регионе Кампания, в провинции Неаполь.
Население составляет 19 608 человек (на 2004 г.), плотность населения составляет 12274 чел./км². Занимает площадь Jan 62 км². Почтовый индекс — 80020. Телефонный код — 081.
Покровителем города почитается святой Иоанн Креститель, празднование 24 июня.